# Frédéric Joliot-Curie
Jean Frédéric Joliot-Curie (født Joliot 19. marts 1900, død 14. august 1958) var en fransk fysiker og nobelprismodtager. 

## Biografi

### Tidlige år
Han blev født i Paris og tog kandidateksamen fra École supérieure de physique et de chimie industrielles de la ville de Paris. I 1925 blev han assistent for Marie Curie på Curie Instituttet (Radium Instituttet) i Paris. Han blev forelsket i hendes datter Irène Curie og kort efter deres ægteskab i 1926, ændrede de begge deres efternavne til Joliot-Curie. Efter pres fra Marie fik han endnu en bachelorgrad og en doktorgrad med sin afhandling om radio-elementers elektrokemi. 

### Karriere
Mens han var lektor ved Paris Naturvidenskabelige Fakultet arbejdede han og Irène på at forstå strukturen i atomer, hvilket understøttede opdagelsen af neutronen. I 1935 blev de tildelt Nobelprisen i kemi.
I 1937 forlod han Radium Instituttet for at blive professor ved Collège de France og arbejdede med nukleare kædereaktioner og kravene til en vellykket opførelse af en atomreaktor, der bruger kontrolleret nuklear fission til at generere energi ved hjælp af uran og tungt vand. Joliot-Curie er en af de videnskabsmænd, der nævnes i Albert Einsteins brev til præsident Roosevelt, som en af de førende forskere på vej til at skabe kædereaktioner. 2. verdenskrig satte dog stort set Joliots forskning i stå. 
Efter den nazistiske invasion i 1940 formåede Joliot-Curie at smugle sine arbejdsdokumenter og materialer til England med Hans von Halban og Lew Kowarski. Under besættelsen deltog han aktivt i den franske modstandsbevægelse som medlem af Front National.